# Just My Imagination
Just My Imagination è il terzo singolo estratto dal quarto album dei Cranberries Bury the Hatchet del 1999. Musica e testo del brano sono stati scritti da Dolores O'Riordan, cantante del gruppo, e da Noel Hogan.

## Descrizione
Quinta traccia del quarto album in studio della band, la canzone è stata estratta come terzo singolo del disco per la sua promozione nell'autunno 1999. Il CD del singolo conteneva anche il brano God Be with You. L'11 aprile del 2000 è uscita anche una versione italiana in edizione limitata che conteneva altri brani del gruppo in versione live durante un'esibizione della band a Milano.
Una versione ridotta del brano è stata inclusa nel greatest hits del gruppo Stars - The Best of 1992-2002. Nel 2017 la canzone è stata pubblicata in una versione acustica nell'album dei Cranberries Something Else.

## Video musicale
Il videoclip del brano, diretto da Phil Harder, inizia con O'Riordan che accende un walkman e si mette le cuffie; a quel punto parte la canzone. Dopo aver sceso i gradini di un edificio, inizia a camminare per strada, mentre viene mostrato ciò che la cantante immagina; nel mentre rischia anche di essere investita da un'auto, guidata da Noel e Mike Hogan (rispettivamente chitarrista e bassista della band), tornando bruscamente dall'immaginazione alla realtà. Poi prosegue per la sua strada, girando un angolo e imbattendosi in Fergal Lawler (il batterista della band). Il video si conclude con la cantante seduta sull'uscio dell'edificio da cui è uscita all'inizio della canzone.

## Tracce
Singolo/CD
1. Just My Imagination – 3:41
2. God Be With You – 3:32

Maxi singolo/CD
1. Just My Imagination – 3:43
2. God Be With You (da L'ombra del diavolo) – 3:35
3. Such a Shame – 4:25
4. Zombie – 5:36

CD singolo (Italia) - edizione limitata
1. Just My Imagination – 3:41
2. Dreams (live at Radio 105 Network, Palalido, Milano, Italia) – 4:35
3. Ode to My Family (live at Radio 105 Network, Palalido, Milano, Italia) – 4:34
4. Animal Instinct (live at Radio 105 Network, Palalido, Milano, Italia) – 3:42

## Classifiche
| Classifica (1999-00) | Posizione massima |
| -------------------- | ----------------- |
| Belgio (Fiandre)     | 10                |
| Francia              | 71                |
| Germania             | 77                |
| Islanda              | 2                 |
| Italia               | 13                |

- Nella terza settimana del 2018, in seguito alla morte di Dolores O'Riordan, la canzone raggiunge la posizione numero 95 della classifica ufficiale italiana Top Singoli FIMI.[10]

## Cover
- I Gem Boy hanno fatto una cover comica di questa canzone, contenuta nell'album ...plagéz?.

## Altri media
I Cranberries apparvero nella serie televisiva Streghe cantando Just My Imagination durante l'episodio She's a Man, Baby, a Man! (2x05).